# Claude Binyon
Claude Binyon (* 17. Oktober 1905 in Chicago, Illinois, Vereinigte Staaten; † 14. Februar 1978 in Glendale, Kalifornien, Vereinigte Staaten) war ein US-amerikanischer Drehbuchautor und Filmregisseur.

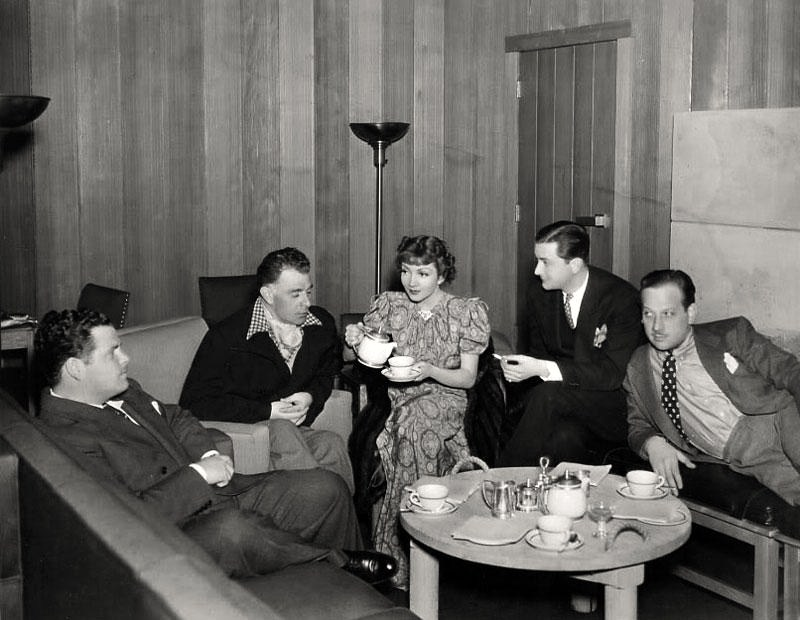
Claude Binyon (links) zur Zeit der Dreharbeiten zu Pariser Bekanntschaft (1937). Rechts von ihm Regisseur Wesley Ruggles, Hauptdarstellerin Claudette Colbert sowie ihre Kollegen Robert Young und Melvyn Douglas

## Leben und Wirken
Binyon studierte an der University of Missouri und begann seine berufliche Laufbahn in den frühen 1920er Jahren als Journalist. Anfänglich war er für den in seiner Geburtsstadt Chicago beheimateten „Examiner“ tätig, anschließend (ab 1925) schrieb er für das Showbusiness-Fachblatt Variety und knüpfte so rasch erste Kontakte zum Filmgeschäft nach Hollywood. Obwohl seit 1932 auch als Drehbuchautor in Los Angeles tätig, blieb Binyon bis zu seinem Lebensende Variety als Autor verbunden.
Als Filmschriftsteller steuerte Claude Binyon vor allem die Manuskripte zu Lustspielen, Komödien und Filmmusicals bei und feierte seine größten Erfolge in den 1930er und 1940er Jahren in Zusammenarbeit mit den Komödienspezialisten Wesley Ruggles und Mitchell Leisen. Stars von Binyon-Komödien waren so beliebte Darsteller wie Claudette Colbert, Carole Lombard, Bob Hope, Clifton Webb, Bing Crosby, Fred Astaire, Mexikos Cantinflas und sogar der üblicherweise nicht gerade komödienaffine John Wayne (in Land der tausend Abenteuer). Binyon unternahm aber auch gelegentliche Ausflüge ins dramatische Fach und lieferte die Vorlagen zu so unterschiedlichen Streifen wie Die zweite Mutter und China-Story.
In den Jahren 1948 bis 1956 versuchte sich Claude Binyon, der in den Jahren 1942 bis 1945 nebenbei seinen Militärdienst als Captain im Army Pictorial Center in Astoria (Queens) abgeleistet hatte, überdies als Filmregisseur – alles in allem mit eher durchwachsenem Erfolg.

## Filmografie
als Drehbuchautor (Auswahl):
- 1932: Wenn ich eine Million hätte (If I Had a Million)
- 1933: College Humor
- 1933: Gambling Ship
- 1934: Meine Damen, zugehört! (Ladies Should Listen)
- 1934: Search for Beauty
- 1934: Many Happy Returns
- 1935: Das Mädchen, das den Lord nicht wollte (The Gilded Lily)
- 1935: Frauen – Launen (The Bride Comes Home)
- 1935: Mississippi
- 1935: Eine Frau von 20 Jahren (Accent on Youth)
- 1936: Die zweite Mutter (Valiant Is the Word for Carrie)
- 1937: Pariser Bekanntschaft (I Met Him in Paris)
- 1937: Ein Mordsschwindel (True Confession)
- 1938: Sing, You Sinners
- 1939: Invitation to Happiness
- 1940: Ein Ehemann zuviel (Too Many Husbands)
- 1940: Arizona (Arizona)
- 1941: Du gehörst zu mir (You Belong to Me)
- 1942: Liebling, zum Diktat (Take a Letter, Darling)
- 1942: Musik, Musik (Holiday Inn)
- 1943: This Is the Army
- 1943: Dixie
- 1943: Keine Zeit für Liebe (No Time for Love)
- 1944: And the Angels Sing
- 1945: Incendiary Blonde
- 1946: Cross My Heart
- 1947: Die widerspenstige Gattin (Suddenly, It’s Spring) (auch Produktion)
- 1948: The Saxon Charm
- 1950: My Blue Heaven
- 1950: Stella
- 1952: Casanova wider Willen (Dreamboat)
- 1952: Down Among the Sheltering Palms
- 1954: Die Welt gehört der Frau (Woman’s World)
- 1956: Ohne Liebe geht es nicht (You Can’t Run Away from It)
- 1958: Keine Angst vor scharfen Sachen (Rally ’Round the Flag, Boys!)
- 1960: Land der tausend Abenteuer (North to Alaska)
- 1960: Pepe – Was kann die Welt schon kosten (Pepe)
- 1961: China-Story (Satan Never Sleeps)
- 1964: Prinzgemahl im Weißen Haus (Kisses for My President)

als Filmregisseur (komplett):
- 1948: The Saxon Charm
- 1948: Fünf auf Hochzeitsreise (Family Honeymoon)
- 1950: Mother Didn’t Tell Me
- 1950: Stella
- 1952: Aaron Slick from Punkin Creek
- 1952: Casanova wider Willen (Dreamboat)
- 1953: Here Come the Girls
- 1956: Screen Directors Playhouse: It’s a Most Unusual Day (Fernsehfilm)